# Robert Hennet
Robert Joseph Charles Hennet (Schaerbeek, 1886. január 22. – Saint-Gilles, 1957. július 2.) olimpiai bajnok belga vívó.

## Sportpályafutása
Mindhárom fegyvernemben versenyzett, de nemzetközi szintű eredményt párbajtőrvívásban ért el.